# Luigi Passerini Orsini de' Rilli
Luigi Passerini Orsini de' Rilli (Firenze, 31 ottobre 1816 – Firenze, 13 gennaio 1877) è stato un nobile, genealogista, storico e politico italiano, nonché Direttore della Biblioteca Nazionale di Firenze.

## Biografia
Avviato agli studi classici, si dedicò in giovane età allo studio della storia e della genealogia. Grande storico ed erudito in diverse discipline umanistiche, vantava una discendenza antica, radicata nel XII secolo. Rivendicava, con fierezza, la sua profonda passione per l'araldica e le genealogie. Scherzosamente asseriva che questa sua innata passione, l'aveva ereditata dai suoi avi e la portava nel sangue.
Svolse inoltre un ruolo attivo in politica partecipando alla guerra d'indipendenza del 1848 con un gruppo di 500 toscani. Del Quarantotto in Toscana ha lasciato un prezioso, quanto dettagliato diario degli avvenimenti che vanno da 18 marzo 1848 al 24 novembre 1849.
Fin dal 1856 fu uno dei direttori dell'Archivio di Stato di Firenze. Per un breve periodo, nel 1861, fu eletto come parlamentare nell'ottava legislatura del Regno d'Italia, la prima dello stato unitario, rimanendo in carica per tre anni. A partire dal 1871, divenne anche prefetto della Biblioteca Nazionale di Firenze, dove su mandato del governo, come direttore, ricoprì l'incarico dal 1871 al 1874, quando per motivi di salute, fu costretto a dimettersi. Membro della Consulta araldica e della regia Deputazione di storia patria, collaborò con l'Archivio storico italiano e il Giornale storico degli archivi toscani. Lasciò, alla Biblioteca di Firenze, la sua ricca libreria privata, con i suoi manoscritti ed il suo archivio. Materiale composto da circa 7000 pezzi.
Nella sua carriera di storico e genealogista dal 1839 collaborò alla redazione delle Famiglie celebri italiane di Pompeo Litta e fu anche continuatore dell'opera tra il 1852 e il 1873 con Federico Odorici e Federico Stefani. Studiò storia fiorentina medievale e fu autore di numerose genealogie delle famiglie fiorentine. Iniziò anche a scrivere un'edizione critica delle opere di Niccolò Machiavelli.
Dopo una lunga malattia morì nella sua Firenze nel 1877.

## Pubblicazioni
- Agostino Ademollo, Marietta de' Ricci, ovvero Firenze al tempo dell'assedio, seconda edizione con correzioni e aggiunte, Firenze, Stabilimento Chiari, 1845.
- Luigi Passerini, Necrologia di Pompeo Litta, Firenze, M. Cellini, 1853.
- Storia degli Stabilimenti Beneficenza e Istruzione elementare Gratuita della Città di Firenze, Firenze, Le Monnier, 1853.
- Degli Orti Oricellarj, memorie storiche, Firenze, M. Cellini, 1854.
- Storia della Famiglia Genealogia Corsini, Firenze, M. Cellini, 1858.
- Storia della Famiglia Genealogia Panciatichi, Firenze, M. Cellini, 1858.
- Storia della Famiglia Genealogia Rucellai, Firenze, M. Cellini e C., 1861.
- Storia della Famiglia Genealogia Ricasoli, Firenze, M. Cellini, 1861.
- Sommario storico delle famiglie celebri toscane, Firenze, Diligenti, 1862.
- Le armi dei Municipj toscani, Firenze, Tipografia di E. Ducci, 1864.
- Gli Alberti di Firenze, genealogia, Storia e Documenti, Firenze, M. e C. Cellini, 1869.
- Storia della Famiglia Genealogia Niccolini, Firenze, M. Cellini, 1870.
- Storia della Famiglia Genealogia Altoviti, Firenze, M. e C. Cellini, 1871.
- Cenni storico-bibliografici della Biblioteca Nazionale di Firenze reale, Firenze, M. e C. Cellini, 1872.
- Famiglie celebri italiane, Milano, Francesco Basadonna, 1873.
- Storia delle Famiglie genealogia Passerini e De' Rilli, Firenze, M. Cellini, 1874.
- La bibliografia di Michelangelo Buonarroti e Gli incisori delle Sue opere, Firenze, M. Cellini, 1875.
- Curiosità storico-artistiche fiorentine, Firenze, Jouhaud, 1875.
- I sigilli del Comune di Pisa, Pisa, Nistri, 1878.
- Il Quarantotto in Toscana, il diario inedito del conte Luigi Passerini Rilli, a cura di F. Martini, Firenze, R. Bemporad & Figlio, 1918; seconda edizione, Firenze, Marzocco, 1948.
- Gli Stemmi dei Comuni toscani al 1860, Firenze, Polistampa - Giunta regionale toscana, 1991.